# Coelorinchus fuscigulus
Coelorinchus fuscigulus är en fiskart som beskrevs av Iwamoto, Ho och Shao 2009. Coelorinchus fuscigulus ingår i släktet Coelorinchus och familjen skolästfiskar. Inga underarter finns listade i Catalogue of Life.